# Horpa
Le horpa (autres appellations : hor, horsok, ergong, danba, jiarong occidental, pawang, bawang, rtau, stau) est un groupe d'au moins trois langues parlées dans le Sichuan en Chine par la minorité tibétaine des Horpas dont certains se sont installés dans la province de Hor, dans le Kham, au Tibet oriental. 
C'est une langue non-tonale.
Dialectes : daofu, geshiza.